# Храдиште (Полтар)
Храдиште (слч. Hradište) насељено је мјесто са административним статусом сеоске општине (слч. obec) у округу Полтар, у Банскобистричком крају, Словачка Република.

## Становништво
| Година:    | 1994. | 2004.   | 2014.    | 2024.   |
| ---------- | ----- | ------- | -------- | ------- |
| Број људи: | 306   | 290     | 245      | 226     |
| Разлика:   |       | -5,22 % | -15,51 % | -7,75 % |

| Година:    | 2023. | 2024.   |
| ---------- | ----- | ------- |
| Број људи: | 224   | 226     |
| Разлика:   |       | +0,89 % |

Према подацима о броју становника из 2011. године насеље је имало 248 становника.